# Die Jungen von der Paulstraße

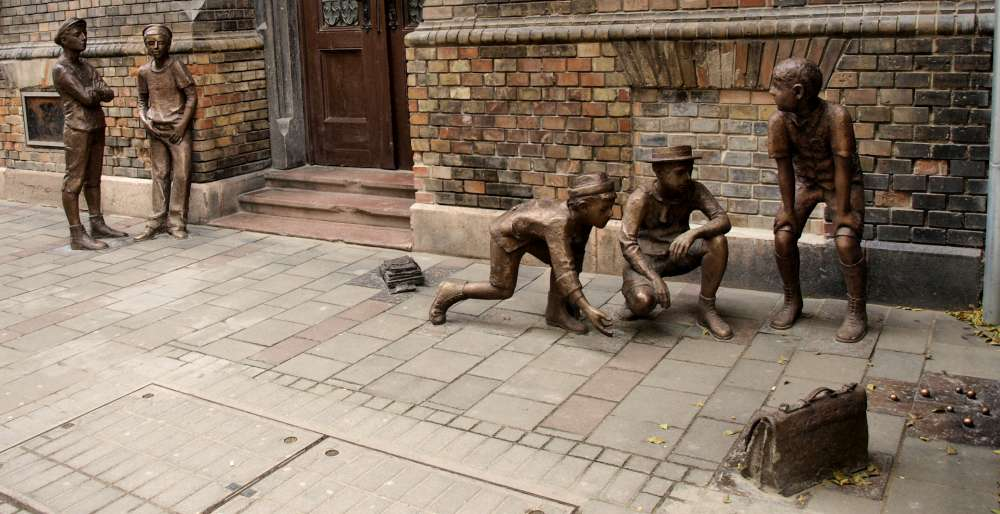
Denkmal für „Die Jungen von der Paulstraße“ in Práter utca, Budapest

Die Jungen von der Paulstraße (ungarischer Originaltitel A Pál utcai fiúk) ist ein Jugendroman des ungarischen Schriftstellers Ferenc Molnár, der 1906 in der Jugendzeitschrift Tanulók Lapja in fortlaufenden Ausgaben und 1907 erstmals in Buchform veröffentlicht wurde. Die deutsche Erstausgabe erschien 1910 unter dem Titel Die Jungen der Paulstraße beim Verlag Hermann Walther. Das Buch gilt als Hauptwerk der ungarischen Jugendliteratur. In zahllose Fremdsprachen übersetzt wurde die Geschichte zu einem internationalen Klassiker.

## Handlung
Die Handlung ist am Ende des 19. Jahrhunderts (in der Zeit von Molnárs eigener Jugend) angesiedelt. Es geht um den Kampf zweier Kindergruppen (der „Bande der Paulstraße“ und der „Bande der Rothemden“ – Vörösingesek) um ein unbebautes Grundstück (grund). Dieses eignet sich als Festung aus Holzstapeln des darauf befindlichen Sägewerks und als perfekter Ort für viele Spiele, unter anderem Fußball. Dieser attraktive Platz, der von den Jungen der Paulstraße beansprucht wird, erweckt das Interesse der Rothemden, die diesen schließlich zu erobern versuchen. Der grund befindet sich in der Budapester Józsefváros, an der Ecke der Pál utca (Paulstraße) und Mária utca (Mariastraße). Ein weiterer wichtiger Schauplatz ist der Füvészkert, ein botanischer Garten hinter dem Ungarischen Naturwissenschaftlichen Museum.
Die wichtigsten Personen sind Ernő Nemecsek, János Boka, Feri Áts, Csónakos, die Pásztor-Brüder und Geréb. Die Hauptfigur Nemecsek lebt mit seiner Familie in der Rákos utca (heute Hőgyes Endre utca) in einer armseligen Mietwohnung. Er ist ein schwacher, kleiner, oft verspotteter Junge, der auch ein Mitglied im sogenannte Kittverein (gittegylet) ist, dessen Haupttätigkeit aus Kittkauen besteht und von einigen Jungen der Paulstraße-Bande gegründet wurde. Der Kitt, der aus neu verkitteten Fensterscheiben stammt, wird fleißig von den Mitgliedern des „Vereins“ abwechselnd gekaut und behütet, damit er weich bleibt. Dieser Begriff wird in der heutigen ungarischen Alltagssprache für unseriöse, eigennützige Vereinigungen verwendet.
Jedoch unterschätzen viele Nemecsek. Er wird im Lauf des Romans wegen eines Missverständnisses für einen Verräter des Kittvereins gehalten – sein Name wird folglich mit kleinen Anfangsbuchstaben ins Vereinsbuch eingetragen. In Wirklichkeit ist er ein Held des Grundes, was später stufenweise aufgeklärt wird. Er ist der einzige „Soldat“ ohne Rang in der Gruppe, der alleinige Schütze in der Bande und der letzte in der Reihe. Während er, Boka und Csónakos auf eine Aufklärungsmission gegen die Rothemden in den Füvészkert gehen, fällt er in den kalten Teich des botanischen Gartens.
Seinen Mut beweist er den anderen Paulstraßern und kehrt noch zweimal zum Füvészkert zurück. Nemecsek findet schließlich heraus, dass sein Kamerad aus der Paulstraße, Geréb, der wahre Verräter in der Jugendbande ist. Dieser hat Feri Áts, dem Führer der Rothemden, geholfen, eine Flagge der Paulstraße zu stehlen. Nemecsek wird von den Mitgliedern (den Pásztor-Brüdern) der anderen Jungenbande wieder in kaltes Wasser geworfen, aber Feri Áts lässt den schwachen, jedoch sehr tapferen Nemecsek zurück und verlässt den Garten ohne ihm zu helfen.
Nemecsek, der mittlerweile von seinem letzten Besuch im botanischen Garten an einer schweren Lungenentzündung leidet, schleicht mit hohem Fieber aus dem Bett, um Boka über den Verrat Gerébs zu informieren. Dieser schmiedet daraufhin einen Kriegsplan gegen den drohenden Geheimangriff der Vörösingesek. Nach der großen Schlacht mit Sieg der Paulstraße zwischen den bewaffneten, herzhaften Jungengruppen vom grund und kurz vor seinem Tod wegen der Erkrankung wird Nemecsek vom Kittverein rehabilitiert und sogar zum Hauptmann für seine Heldentat von den Kameraden der Paulstraße befördert.
Die Geschichte hat kein Happy End; Nemecsek stirbt an einer Lungenentzündung und seine finale Heldentat war vergebens: Auf dem umkämpften Grundstück wird ein Mietshaus gebaut, so dass der Kampf um den Grund somit für beide Banden bedeutungslos war.

## Rezeption
Ilana Wistinetzki schreibt in ihrer Buchrezension: „Der Roman spielt 1885 in Budapest, aber die Geschichte ist so zeitlos und allgemeingültig, dass sie auch moderne Leser bewegt und inspiriert.“ Friedrich Torberg meinte über den Roman: „Franz Molnar [bleibt] unvergessen als Schöpfer einer der zauberhaftesten Geschichten, die jemals das schmerzlich-zarte Zwielicht aus Kinderwelt und Knabenseele eingefangen haben.“ Die Wochenzeitung Die Furche befindet: „Mit stilistischer Bravour und humorvollem Ernst schildert der damals 29-jährige Autor die Kriegsvorbereitungen, den Kampf und die Haltung der unterschiedlichen Gefährten. Eine großartige Geschichte.“ Gabriella F. Komaromi schreibt in der literarischen Wochenzeitung Élet és Irodalom: „Die herrschenden Ideologien und romantischen Gefühle der Jahrhundertwende werden im Roman sanft ironisiert. Freiheitsdrang, Vaterlandsliebe, Heldenhaftigkeit, bedingungslose Treue, großzügige Verzeihung werden neben kleinlicher Wut, Verrat, Unbeholfenheit, bürokratische Unbiegsamkeit gestellt. Die Geschichte kann grenzenlos erhaben erzählt werden, weil das Pathos immer genügend kontrastiert wird. Ein literarischer Seiltanz auf hohem Niveau.“

## Referenzen
Die Jungen von der Paulstraße ist in dem literarischen Nachschlagewerk 1001 Kinder- und Jugendbücher – Lies uns, bevor Du erwachsen bist! für die Altersstufe 8+ Jahre enthalten.

## Verfilmungen
- A Pál utcai fiúk (Béla Balogh) (1929)
- No Greater Glory (Frank Borzage) (1934)
- I ragazzi della via Paal (Alberto Mondadori und Mario Monicelli) (1935)
- Jungs aus der Paulstraße (A Pál utcai fiúk, Zoltán Fábri) (1969)
- I ragazzi della via Paal (Maurizio Zaccaro) (2003)
- Die Jungen von der Paulstraße (Maurizio Zaccaro, u. a. mit Mario Adorf, Christian Kohlund, Virna Lisi, Harald Krassnitzer, Gaby Dohm) (Österreich 2004)
- A Pál utcai fiúk (Ferenc Török, Musik: Péter Geszti) (2005) im Rahmen der Leseaktion A Nagy Könyv (Das Große Buch)

## Verschiedenes
- Den Namen Pál Utcai Fiúk (PUF) trägt eine Alternativrockgruppe aus Ungarn seit der ersten Hälfte der 1990er Jahre.
- 2007 wurde ein Denkmal für „Die Jungen von der Paulstraße“ in Práter utca (in einer beilegener Straße der Józsefváros, Budapest) aufgestellt, das den Moment des einstands darstellt.
- 2019 hat Ernő Nemecsek im Füvészkert ein eigenes Denkmal bekommen, worin er sich in der Filmadaption von 1969 versteckt hat, während ihn Boka und Csónakos von der Rothemden verfolgten